# Steinbach bei Geroldsgrün

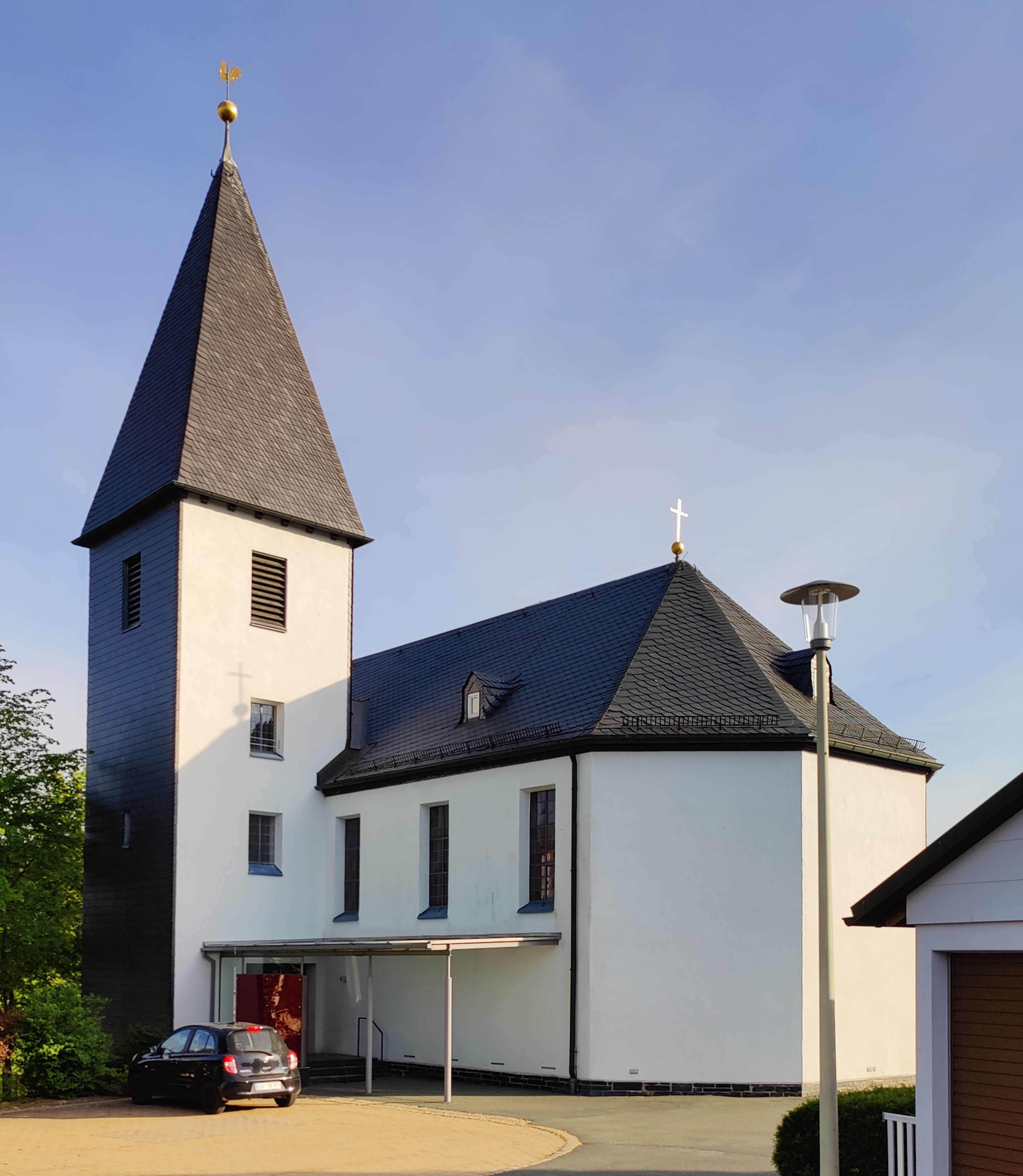
Johanneskirche

Steinbach bei Geroldsgrün (amtlich: Steinbach b.Geroldsgrün) ist ein Gemeindeteil der Gemeinde Geroldsgrün im Landkreis Hof (Oberfranken, Bayern). Die Gemarkung Steinbach hat eine Fläche von 4,300 km². Sie ist in 1022 Flurstücke aufgeteilt, die eine durchschnittliche Fläche von 4207,92 m² haben. In ihr liegt neben dem namensgebenden Ort der Gemeindeteil Untersteinbach. Die Einöde Frankenhof zählt zum Gemeindeteil Steinbach.

## Geografie
Das Kirchdorf liegt am Dorfbach und ist eingebettet in eine hügelige Landschaft, zwischen dem Hagenbühl im Südosten und dem Langesbühl im Nordwesten. Die Kreisstraße HO 29 führt nach Langenbach (2,2 km nördlich). Die Kreisstraße HO 31 führt nach Bad Steben zur Staatsstraße 2196 (3,8 km nordöstlich) bzw. nach Oberhammer zur Staatsstraße 2198 (1,3 km südlich). Gemeindeverbindungsstraßen führen nach Großenreuth (1,5 km westlich) und nach Hirschberglein (1,5 km südöstlich).

## Geschichte
Gegen Ende des 18. Jahrhunderts bestand Steinbach aus 53 Anwesen (13 Halbhöfe, 4 Viertelhöfe, 13 Gütlein, 10 Tropfhäuser, 13 halbe Tropfhäuser) und einer Wehrzollstätte. Die Hochgerichtsbarkeit hatte das bayreuthische Kasten- und Richteramt Lichtenberg. Das bayreuthische Kastenamt Thierbach war Grundherr sämtlicher Anwesen.
1791 fiel das Amt Lichtenberg an das Königreich Preußen. Von 1797 bis 1807 gehörte der Ort zum preußischen Justiz- und Kammeramt Naila. Danach stand es unter französischer Besatzung, 1810 wurde es dem Königreich Bayern einverleibt. Mit dem Gemeindeedikt wurde 1808 der Steuerdistrikt Steinbach gebildet. Zu diesem gehörten Bayreuther Schneidmühle, Dürrenwaid, Dürrenwaiderhammer, Großenreuth, Grund, Heinersberg, Hermesgrün, Krögelsmühle, Langenbach, Mühlleithen, Neumühle, Schnappenmühle, Stoffelsmühle und Untersteinbach. Mit dem Zweiten Gemeindeedikt (1818) entstand die Ruralgemeinde Steinbach, zu der Untersteinbach gehörte. Sie war in Verwaltung und Gerichtsbarkeit dem Landgericht Naila zugeordnet und in der Finanzverwaltung dem Rentamt Lichtenberg. 1837 wurde Steinbach dem Landgericht Nordhalben und dem Rentamt Rothenkirchen (1919 in Finanzamt Rothenkirchen umbenannt) zugeordnet. Von 1862 bis 1880 und von 1888 bis 1931 wurde Steinbach vom Bezirksamt Teuschnitz verwaltet, von 1880 bis 1888 und ab 1931 vom Bezirksamt Naila (1939 in Landkreis Naila umbenannt). Die Gerichtsbarkeit blieb beim Landgericht Nordhalben (1880 in Amtsgericht Nordhalben umbenannt), von 1929 bis 1972 war das Amtsgericht Naila zuständig, seit 1972 ist es das Amtsgericht Hof. Die Finanzverwaltung wurde 1931 vom Finanzamt Lichtenberg übernommen, seit 1955 ist das Finanzamt Naila zuständig. 1964 hatte die Gemeinde eine Fläche von 4,300 km². Am 1. Mai 1978 wurde die Gemeinde Steinbach im Zuge der Gebietsreform in Bayern nach Geroldsgrün eingegliedert.

### Ehemaliges Baudenkmal
- Evangelisch-lutherische Filialkirche St. Johannes, 1955/56 nach Entwurf von Rudolf Claasen (Coburg) errichtet.[12]

### Einwohnerentwicklung
Gemeinde Steinbach
| Jahr      | 1819  | 1840   | 1852   | 1855   | 1861   | 1867   | 1871   | 1875   | 1880   | 1885   | 1890   | 1895   | 1900   | 1905   | 1910   | 1919   | 1925   | 1933   | 1939   | 1946   | 1950   | 1952   | 1961  | 1970   |
| Einwohner | 385   | 519    | 555    | 568    | 576    | 595    | 607    | 605    | 626    | 578    | 537    | 518    | 509    | 556    | 620    | 643    | 629    | 600    | 591    | 704    | 744    | 715    | 655   | 682    |
| Häuser    |       |        |        |        |        |        | 81     |        |        | 79     | 74     |        | 77     |        |        |        | 102    |        |        |        | 126    |        | 136   |        |
| Quelle    | [ 7 ] | [ 14 ] | [ 14 ] | [ 14 ] | [ 15 ] | [ 16 ] | [ 17 ] | [ 18 ] | [ 19 ] | [ 20 ] | [ 21 ] | [ 14 ] | [ 22 ] | [ 14 ] | [ 23 ] | [ 14 ] | [ 24 ] | [ 25 ] | [ 25 ] | [ 25 ] | [ 26 ] | [ 25 ] | [ 8 ] | [ 27 ] |

Ort Steinbach
| Jahr      | 001819 | 001861 | 001871 | 001885 | 001900 | 001925 | 001950 | 001961 | 001970 | 001987 | 002020 |
| Einwohner | 385    | 508    | 535    | 511    | 458    | 563    | 661    | 576    | 607    | 495    | *387   |
| Häuser    |        |        |        | 68     | 66     | 91     | 112    | 120    |        | 163    |        |
| Quelle    | [ 7 ]  | [ 15 ] | [ 17 ] | [ 20 ] | [ 22 ] | [ 24 ] | [ 26 ] | [ 8 ]  | [ 27 ] | [ 28 ] | [ 1 ]  |

## Religion
Der Ort ist seit der Reformation evangelisch-lutherisch geprägt und bis heute nach St. Jakobus (Geroldsgrün) gepfarrt.